# MetroCard

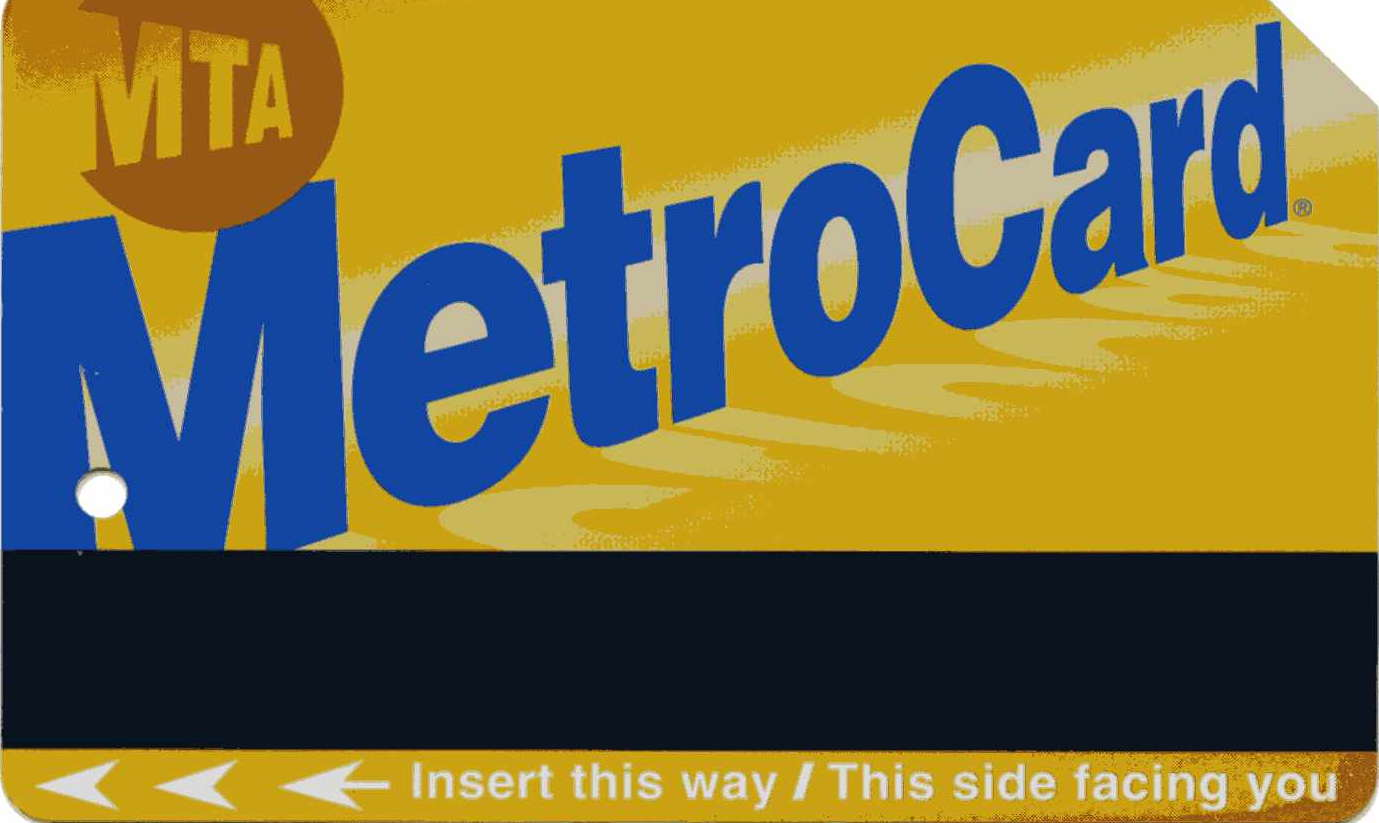
Karta MetroCard

MetroCard – jedyny środek płatności za korzystanie ze środków publicznego transportu w mieście Nowy Jork, plastikowa karta rozpowszechniana przez Metropolitan Transportation Authority. Jej produkcją zajmuje się Cubic Transportation Systems. Istnieje również możliwość nabycia jednorazowej papierowej MetroCard.
Karta jest ważna we wszystkich publicznych środkach transportu w mieście: MTA Bus, Long Island Bus Systems, PATH, Roosevelt Island Tram, AirTrain JFK i Westchester County's Bee-Line Bus System.